# 62 f.Kr.
| 62 f.Kr.           |
| ------------------ |
| Dødsfald - Fødsler |
|                    |

## Dødsfald
- Lucius Sergius Catilina, romersk politiker